# Andreas Pollak (Politiker)
Andreas Franz Pollak, nach der Annahme des Familiennamens seiner Frau Andreas Franz Spaniol, (* 5. Januar 1960 in Karlsruhe) ist ein deutscher Politiker und ehemaliges Mitglied der Partei Bündnis 90/Die Grünen. Von 1994 bis 1999 war er Abgeordneter im Landtag des Saarlandes.

## Leben und Beruf
Pollak legte 1980 sein Abitur ab. Es folgte ein Studium der Betriebswirtschaftslehre und der Wirtschaftsinformatik in Karlsruhe und Hagen. Im Anschluss schloss er ein Studium der Humanmedizin in Saarbrücken und Homburg an. Er legte 1993 sein Medizinisches Staatsexamen und seine Promotion ab. Durch seinen Beruf wurde er Delegierter in der Saarländischen Ärztekammer und Sprecher der Liste „AiP und Jungärzte“. Er ist mit der Politikerin Barbara Spaniol verheiratet.

## Politische Tätigkeit
1985 trat er der Partei Die Grünen bei und war ab 1990 deren Sprecher im Homburger Stadtrat. Im Stadtrat legte er am 29. Juni 2006 sein Mandat nieder.
Er gehörte innerhalb der Partei als Mitglied dem Kreisvorstand Saarpfalz und dem Landesvorstand an. Zudem war er der Parlamentarische Geschäftsführer der Fraktion Bündnis 90/Die Grünen im Saarländischen Landtag. Am 16. Oktober 1994 wurde er in den Landtag des Saarlandes gewählt. Dort bekleidete er das Amt als Dritter Schriftführer.

## Haftstrafen und Skandale
In der Zeit der Landtagsmitgliedschaft wurde Pollak vorgeworfen, in einem Baumarkt drei Badematten gestohlen zu haben. Ein Ermittlungsverfahren wegen Diebstahls wurde 1997 gegen Zahlung einer Geldauflage von 10.000 DM eingestellt. Bei der Aufarbeitung dieses Falles durch die Presse stellte sich heraus, dass Pollak Anfang der achtziger Jahre eine vierjährige Haftstrafe wegen Betruges absitzen musste. Diese verschwieg er aber der Partei bei seiner Nominierung als Kandidat zur Landtagswahl, was nach ihrem Bekanntwerden, zu einem Zerwürfnis mit dem Parteivorsitzenden Hubert Ulrich und zu einem anschließenden Parteiausschlussverfahren führte. Er wurde am 4. Dezember 1998 vom Landesparteitag mit 37 gegen fünf Stimmen aufgefordert, sein Mandat niederzulegen. Dieses lehnte Pollak ab. Dem Ausschlussverfahren entzog er sich aber durch einen freiwilligen Parteiaustritt. Bei der Landtagswahl 1999 wurden die Grünen unter der neuen Führung von Christian Molitor, nachdem auch der Parteivorsitzende Hubert Ulrich wegen eines Skandals zurückgetreten war, mit nur 3,2 % der Wählerstimmen nicht erneut in den Landtag gewählt.
Auch nach Pollaks Ausscheiden aus der aktiven Politik spielte er in parteiinternen Auseinandersetzungen nochmals eine Rolle: Nachdem seine Ehefrau Barbara Spaniol bei der Landtagswahl 2004 zunächst für die Grünen in den saarländischen Landtag eingezogen und 2007 zu den Linken gewechselt war, wurde Pollaks früheres Zerwürfnis mit den Grünen nach der Landtagswahl 2009 zur Mitursache des Scheiterns einer geplanten Koalition der Grünen mit SPD und Linken. Ulrich machte Vorbehalte gegenüber einer Zusammenarbeit mit den Linken geltend, maßgeblich weil zwei von deren Abgeordneten, Spaniol und Ralf Georgi, von Pollak „fremdgesteuert“ seien.
Am 19. Mai 2011 wurde Pollak, dessen Zulassung zum Arztberuf bis zum 24. Februar 2015 ruhte, durch Urteil des Landgerichts Saarbrücken zu einer Haftstrafe von drei Jahren und neun Monaten verurteilt. Er wurde für schuldig befunden, „zu Lasten der Krankenkassen in zahlreichen Fällen nicht erbrachte, ärztliche Leistungen abgerechnet und so einen Schaden von ca. 400.000 Euro verursacht“ zu haben. Die Verteidigung, die Freispruch gefordert hatte, kündigte Revision vor dem BGH in Karlsruhe an. Der Bundesgerichtshof bestätigte im Juli 2012 das Urteil des Landgerichts Saarbrücken, so dass Pollak am 27. August 2012 die Haft antreten musste, aus der er am 28. Juli 2014 entlassen wurde.